# Manuel de Sentmenat-Oms de Santapau i de Cartellà
Manuel de Sentmenat-Oms de Santapau i de Cartellà, IV marquès de Castelldosrius (Barcelona, 27 de desembre de 1730 – Palma, Mallorca, 14 de maig de 1796) fou un aristòcrata i militar català, capità general de Mallorca a finals del segle xviii.

## Biografia
Era fill del militar Joan Manuel de Sentmenat-Oms de Santapau i d'Oms. III Marquès de Castelldosrius i baró de Santa Pau, a qui va succeir en els títols en 1754, i net de Manuel de Sentmenat-Oms de Santa Pau i de Lanuza, qui havia estat virrei de Mallorca.
Va ingressar al Regiment de Dragons de Villaviciosa en 1734 i va ascendir a capità en 1750. En 1754 heretà els títols del seu pare i fou fet Gran d'Espanya. En 1760 ascendí a tinent coronel i en 1764 a coronel. En 1774 promocionà a brigadier dels Reials Exèrcits i en 1777 esdevé coronel del Regiment de Cavalleria d'Alcántara. Fou guardonat amb la Gran Creu de Carles III en 1783 i en 1789 fou nomenat gentilhome de cambra per Carles IV d'Espanya.
Va ascendir a mariscal de camp en 1789 i a tinent general en 1791. En juny de 1793 fou nomenat interinament capità general de Mallorca i president de la Reial Audiència de Mallorca, càrrecs que va obtenir de propietat l'1 de juliol de 1794. Va morir a Palma en 24 de maig de 1796 i fou enterrat al convent de Sant Domingo de Palma.